# پیرکندی

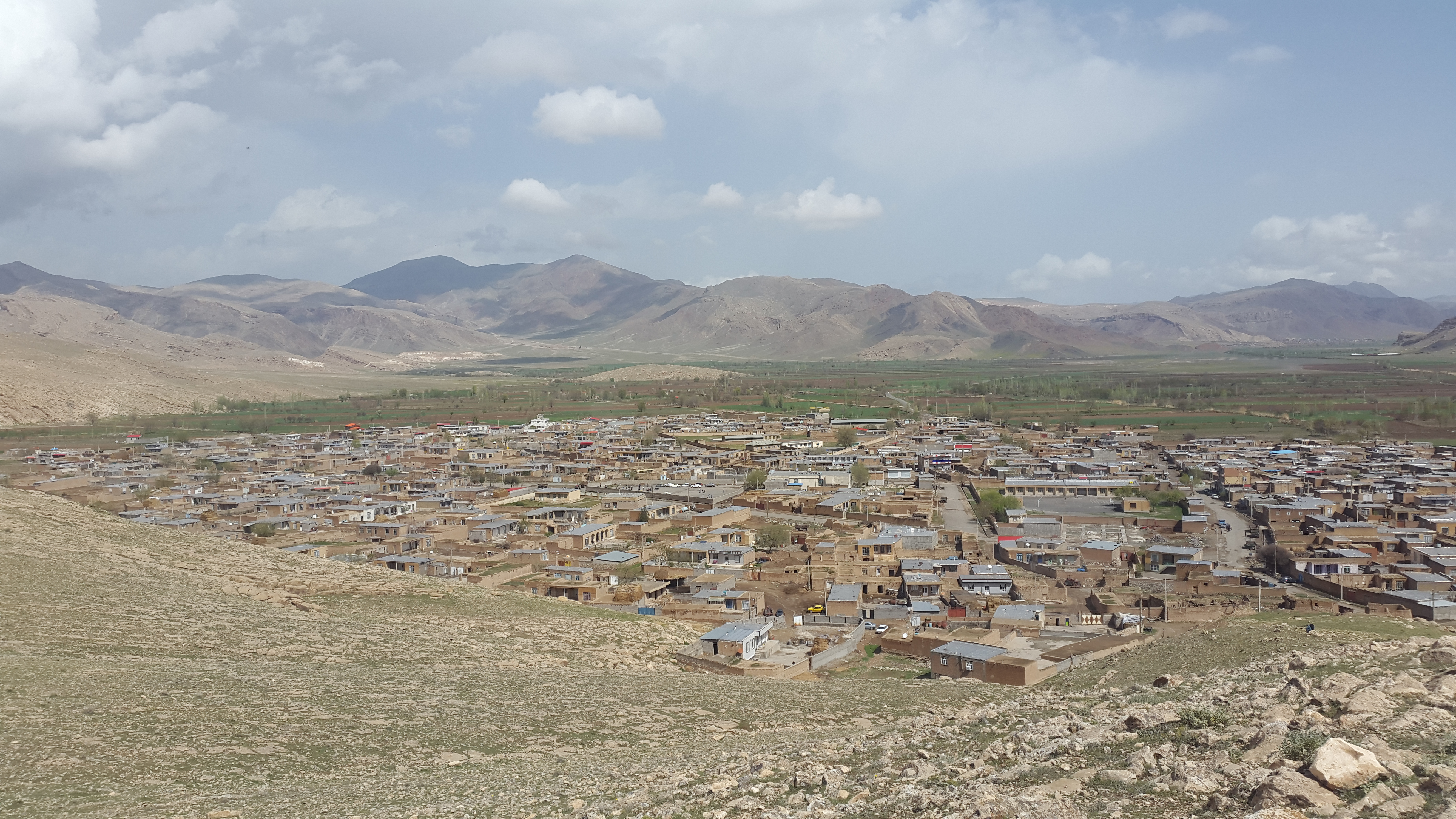
روستا پیرکندی

ٰ
پیرکندی، روستایی است از توابع بخش ایواوغلی و در شهرستان خوی استان آذربایجان غربی ایران.

از تفریحگاه‌های این روستا دره دیدنی قلی باغی که فوق‌العاده جای دیدنی سرشار از درختان گردو، همراه با چشمهٔ زیبای آن می‌باشد. همچنین می‌توان به امام زاده همراه با چشمه و درختان توت آن اشاره کرد.

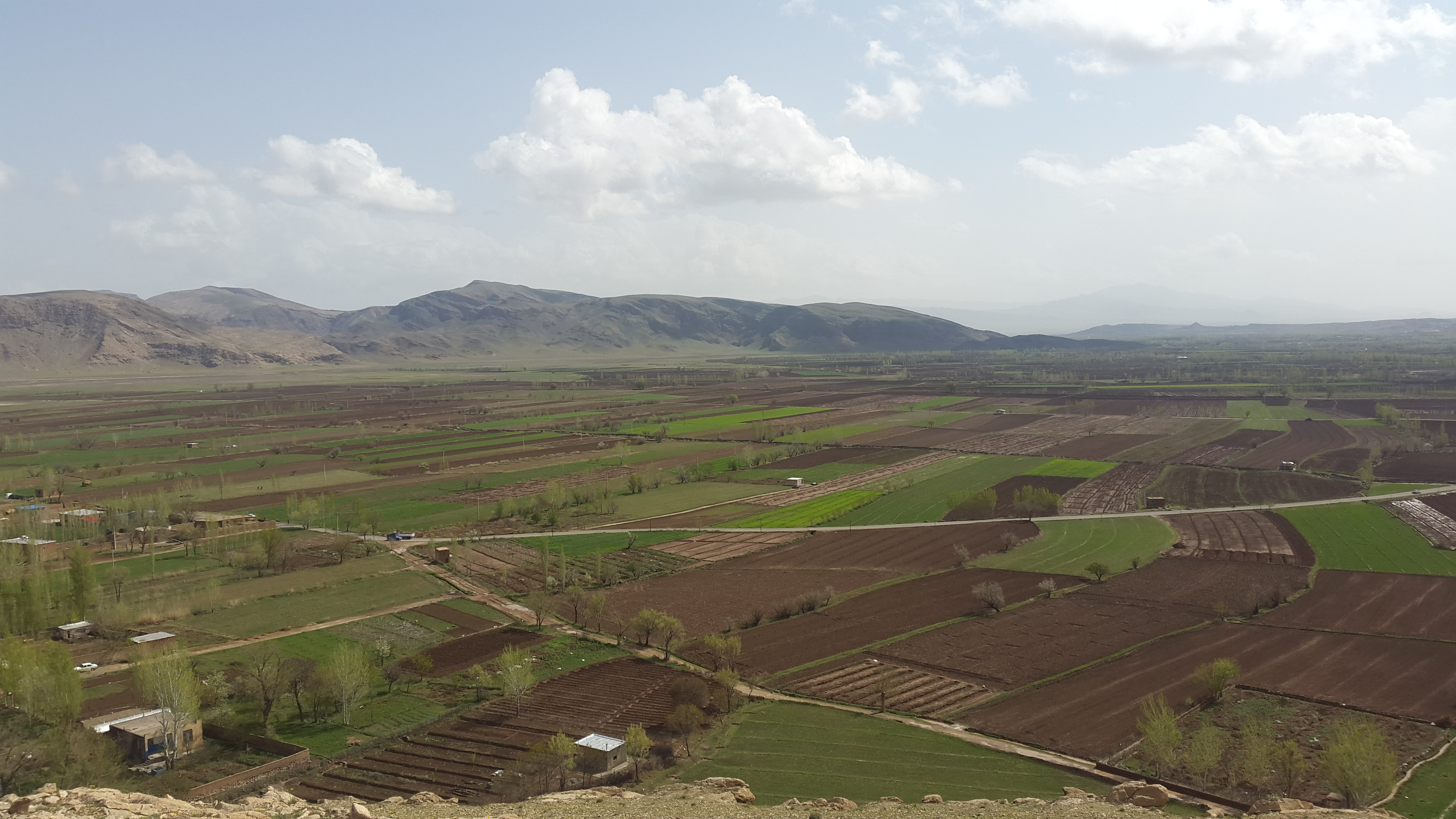
مزارع پیرکندی در بهار

## آثار تاریخی
آرامگاه پیر عمر نخجوانی در روستای پیرکندی می‌باشد. از دیگر آثار تاریخی این روستا می‌توان به کافر قلعه‌سی و همچنین گنبدهای واقع در منطقه کول تپه که آثار باقی‌مانده از دوره ایلخانی می‌باشد و زیارتگاهی بنام تپه ننه که هر ساله فروردین ماه زنان روستا به شکرانهٔ بارش باران و آغاز فصل کاشت، در این محل جمع می‌شوند و به مراسم دعا و نیایش و همچنین جشن و پای کوبی می‌پردازند.

## جمعیت
این روستا در بخش ایواوغلی قرار داشته و بر اساس سرشماری سال ۱۳۸۵ جمعیت آن ۱۳۰۲نفر (۳۷۳ خانوار)
بوده‌است.